# Kvartet pro národní dialog
Kvartet pro národní dialog (arabsky: الرباعي التونسي للحوار الوطني; francouzsky: Quartet du dialogue national)  je skupina čtyř občanských a profesních organizací v Tunisku, které byly významné při snaze o vybudování pluralistické demokracie po Jasmínové revoluci v roce 2011. Kvartet vznikl v létě 2013. 9. října 2015 mu byla udělena Nobelova cena za mír.
Kvartet pro národní dialog tvoří následující organizace:
- Všeobecný tuniský svaz práce (UGTT)
- Tuniský svaz průmyslu, obchodu a řemesel (UTICA)
- Tuniská liga na obranu lidských práv (LTDH)
- Tuniský spolek právníků.